# Yllenus arenarius
Espèce
Synonymes
- Marpesia arenicola Menge, 1877

Yllenus arenarius est une espèce d'araignées aranéomorphes de la famille des Salticidae.

## Distribution
Cette espèce se rencontre en Europe de l'Est et en Europe centrale.

## Habitat
Cette araignée est psammophile.

## Description
Les mâles mesurent de 4,3 à 6,2 mm et les femelles de 5,9 à 6,9 mm.

## Publication originale
- Simon, 1868 : Monographie des espèces européennes de la famille des attides (Attidae Sundewall. - Saltigradae Latreille). Annales de la Société Entomologique de France, ser. 4, vol. 8, p. 11-72 & 529-726 (texte intégral).